# 독고구검
《독고구검》(俠女傳奇, Zen Of Sword)은 홍콩에서 제작된 여명생 감독의 1992년 액션 영화이다. 이가흔 등이 주연으로 출연하였고 승기연 등이 제작에 참여하였다.

## 출연

### 주연
- 이가흔
- 양리칭
- 유석명
- 이자웅

### 조연
- 유순
- 혜영홍
- 유조명
- 곽진봉

### 한국판 성우진(MBC)
- 황윤걸 - 하후태자 (유석명)
- 기경옥 - 장안공주 (이가흔)
- 이선주 - 새소청 (양리칭)
- 이윤연 - 유군웅 (이자웅)
- 김현직
- 김용식
- 김태훈
- 전임복
- 곽대홍
- 이승환
- 박조호
- 유은숙
- 윤복성
- 전수빈